# De sneeuwkoningin

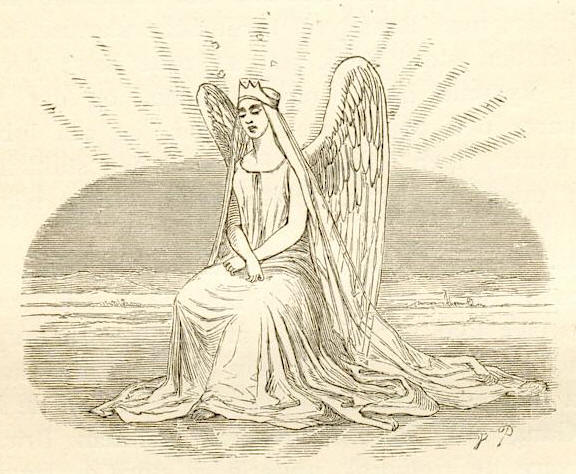
De sneeuwkoningin door Vilhelm Pedersen

De sneeuwkoningin (oorspronkelijke titel Sneedronningen) is een sprookje van Hans Christian Andersen, het verscheen in 1844. Het verhaal is verfilmd en er zijn verschillende boeken uitgebracht over de sneeuwkoningin, de latere versies zijn zeer uiteenlopend.
De sneeuwkoningin is een verhaal over wat er gebeurde nadat de Spiegel van Sneeuwwitje in duizenden stukken kapotviel.

## Het verhaal

### Eerste geschiedenis; de spiegel en de scherven
De duivel, een boosaardige trol, heeft een spiegel gemaakt die al het mooie doet verschrompelen. Lelijke en slechte dingen komen juist tot hun recht. Gezichten worden verdraaid en vrome gedachten worden als wrange grijns weergegeven. De trol heeft een school voor jonge trollen en de leerlingen vertellen dat men in de spiegel kan zien hoe de wereld en de mensen werkelijk zijn. Ze nemen de spiegel overal mee naartoe en ze willen zelfs naar de hemel om de engelen en Onze Lieve Heer voor de gek te houden.
De trollen vliegen naar God en de engelen, maar dan valt de spiegel en stort in honderd miljoen stukken uiteen op de aarde. Elk fragment bezit evenveel kracht als de hele spiegel en hij brengt nu nog meer ongeluk. Stukjes zo groot als een zandkorrel komen in de ogen van mensen terecht en daardoor ziet die persoon alles verdraaid. Ook komen spiegelscherfjes in de harten van mensen, de harten veranderen in een klomp ijs. Grote delen worden gebruikt als vensterglas of brillenglas en de trol lacht zo hard dat zijn buik scheurt.

### Tweede geschiedenis; een jongetje en een meisje
In de grote stad wonen twee kinderen tegenover elkaar, de jongen en het meisje houden van elkaar alsof het broer en zus zijn. De ouders van Kay en Gerda hebben buiten de ramen grote houten bakken gezet, waar groente in groeit. Ook staat er in elke bak een rozenboom en de kinderen mogen op de bankjes onder de rozen zitten. In de winter vriezen de ramen dicht en de kinderen maken met warme centen kijkgaatjes. De oude grootmoeder vertelt dat de sneeuw uit zwermen witte bijen bestaat en in het dichtste gedeelte van de wolk vliegt de sneeuwkoningin.
Het voorjaar breekt aan en in de zomer zitten de kinderen weer in het tuintje in de dakgoot. Als de klok vijf slaat, krijgt Kay een venijnige prik in zijn hart en zijn oog. Splinters van de trollenspiegel hebben hem geraakt en hij duwt Gerda weg. Hij rukt enkele rozen af en gaat naar binnen. Kay heeft commentaar op de verhalen van Gerda en zijn grootmoeder en doet alle mensen na. In de winter laat hij de sneeuwvlokken zien en hij vindt ze mooier dan de rozen. Als Kay met zijn slee naar het plein gaat, wordt hij meegenomen door een witte slee. Kay ziet de sneeuwkoningin en in zijn ogen is ze volmaakt.

### Derde geschiedenis; de bloementuin van het vrouwtje dat toveren kon
Gerda hoort dat Kay zijn sleetje aan een prachtige ar heeft gebonden en door de stadspoort is gegaan. Op een dag doet ze haar nieuwe rode schoentjes aan en gaat naar de rivier. Ze wil de schoentjes ruilen voor Kay, maar haar offer wordt niet aangenomen. Ze klimt in een bootje, maar dit raakt los en ze drijft met de stroom mee. Ze komt in een kersenboomgaard en ziet een huisje met twee houten soldaten. Een oude vrouw met een kruk en zonnehoed tilt Gerda uit de boot en hoort wat er gebeurd is. Gerda wordt opgesloten en de oude vrouw kamt haar haren met een gouden kam. De oude vrouw kan toveren, maar is niet kwaadaardig. Ze tovert de rozen weg, omdat ze bang is dat Gerda weer aan Kay zal denken.
Gerda speelt elke dag in de tuin en ziet dan een roos op de zonnehoed van de oude vrouw. Ze begint te huilen en door de tranen schiet een roos omhoog. Gerda denkt aan Kay en hoort van de rozen dat Kay niet onder de grond is. De vuurlelie vertelt over Hindoevrouwen op brandstapels en de winde vertelt een droom van een ridderburcht. Het sneeuwklokje vertelt over een schommel en de hyacinten vertellen over drie bevallige zusters in doodskisten. Het boterbloempje vertelt over een meisje dat haar grootmoeder kust en Gerda denkt aan haar eigen grootmoeder. De narcis vertelt dat hij zichzelf kan zien en lekker ruikt, een danseresje staat op één been. Gerda doet het hek open en vertrekt uit de tuin. Ze gaat op een grote steen zitten en merkt dat het al najaar is, alleen de sleedoorn staat nog overeind.

### Vierde geschiedenis; prins en prinses
Gerda ontmoet een kraai en het dier vertelt dat Kay bij de kleine prinses woont. Grootmoeder kende de kraaientaal, maar Gerda heeft deze taal niet geleerd en heeft moeite het dier te begrijpen. De prinses wil trouwen en haar man moet goede antwoorden geven, maar iedereen is onder de indruk van het slot en ze kunnen geen woord uitbrengen als ze voor de prinses staan. Ze stotteren en herhalen het laatste woord wat de prinses heeft gezegd, hierdoor worden ze afgewezen. De kraai vertelt dat op de derde dag een klein kereltje met een ranseltje op zijn rug verscheen. Hij was niet onder de indruk en wil alleen met de prinses praten, maar zij wil hem nu toch als man. Gerda weet dat het Kay is, maar ze is op blote voeten en komt zo het kasteel niet binnen.
De kraai vertelt over de achtertrap en de tamme kraai van het kasteel brengt hen naar de slaapkamer. De prinses slaapt in een wit bed en de prins ligt in een rood bed. De dromen draven te paard de kamer uit en Gerda ziet dat het niet Kay is. Ze vertelt de hele geschiedenis en de beide kraaien krijgen een vaste aanstelling. De prins laat Gerda in zijn bed slapen en ze droomt over Kay en een sleetje, getrokken door Gods engelen. De volgende ochtend krijgt ze kleding en een koets van puur goud. Koetsier, dienaars en voorrijders gaan mee met de koets en Gerda krijgt suikerkransjes, vruchten en pepernoten. De boskraai gaat drie mijlen mee en de andere kraai slaat met haar vleugels bij de poort.

### Vijfde geschiedenis; het kleine roversmeisje
Rovers zien de koets en alleen Gerda overleeft de aanval, ze vertelt een roversmeisje wat er is gebeurd. Het roversmeisje bezit vele dieren en Gerda slaapt 's nachts niet. De witte bosduiven vertellen over de sneeuwkoningin en het rendier vertelt dat het zomerslot van de sneeuwkoningin in Lapland ligt. Haar vaste slot ligt op het eiland Spitsbergen bij de Noordpool. Gerda vertelt het roversmeisje wat ze heeft gehoord en krijgt het rendier mee als de mannen weg zijn. Het roversmeisje geeft de gevoerde laarsjes terug aan Gerda. Ze houdt de mof, maar geeft de wanten van haar moeder mee en Gerda neemt afscheid. Ze ziet het noorderlicht en het rendier gaat nog harder lopen, ze komen snel in Lapland.

### Zesde geschiedenis; de Lapse vrouw en de Finse vrouw
Ze komen bij een klein huisje en moeten kruipen om door de deur te komen. Een Lapse vrouw geeft een stokvis met een boodschap voor de Finse vrouw aan Gerda mee. Ze reizen verder en kloppen aan bij de schoorsteen van de Finse vrouw, zij bezit geen deur. Het is heet binnen en de vrouw leest de boodschap, waarna ze de stokvis in de kookpot gooit. De vrouw hoort de geschiedenis en leest een perkament, waarna ze het rendier vertelt over Kay. De vrouw kan geen toverdrank maken, Gerda is al sterk van zichzelf. Het rendier brengt Gerda naar de tuin van de sneeuwkoningin en zet haar af bij een grote struik met rode bessen. Gerda bidt het Onzevader en een legioen engeltjes hakt de sneeuwvlokken stuk, Kay weet niet dat Gerda dichtbij is.

### Zevende geschiedenis
Het slot bestaat uit sneeuwjacht met ramen en deuren van winden, het heeft meer dan honderd zalen. Er ligt een bevroren meer en Kay is blauw van de kou, maar merkt dit niet. De sneeuwkoningin laat Kay een puzzel maken en belooft hem de hele wereld. Ze vertrekt naar de zwarte ketels, de Etna en de Vesuvius. Gerda ziet Kay en ze begint te huilen, de tranen ontdooien zijn hart. Kay begint ook te huilen als Gerda zingt over het kindeke Jezus, hij merkt dat het koud is. Ze lossen samen de puzzel op. Het rendier heeft een wijfje mee en Gerda en Kay drinken van haar melk. De kinderen worden naar de grenzen van het land gebracht en nemen afscheid. Het roversmeisje ziet Gerda en vertelt dat de prins en prinses naar vreemde landen vertrokken zijn. De kraai is dood en het tamme liefje is nu weduwe, het roversmeisje neemt afscheid en trekt de wereld in. Gerda en Kay komen bij grootmoeders huis en zij leest voor uit de Bijbel, de kinderen zijn volwassen en toch nog kinderen in hun hart.